# Druvan, Åland
Druvan är en ö i Åland (Finland). Den ligger i Skärgårdshavet eller Ålands hav och i kommunen Jomala i landskapet Åland, i den sydvästra delen av landet. Ön ligger nära Mariehamn och omkring 280 kilometer väster om Helsingfors.
Öns area är 4,9 hektar och dess största längd är 360 meter i nord-sydlig riktning.